# Julian Aleksandrowicz
Julian Aleksandrowicz, ps. „Doktor Twardy” (ur. 20 sierpnia 1908 w Krakowie, zm. 18 października 1988 tamże) – polski lekarz internista, profesor nauk medycznych, filozof medycyny i hematolog.

## Życiorys

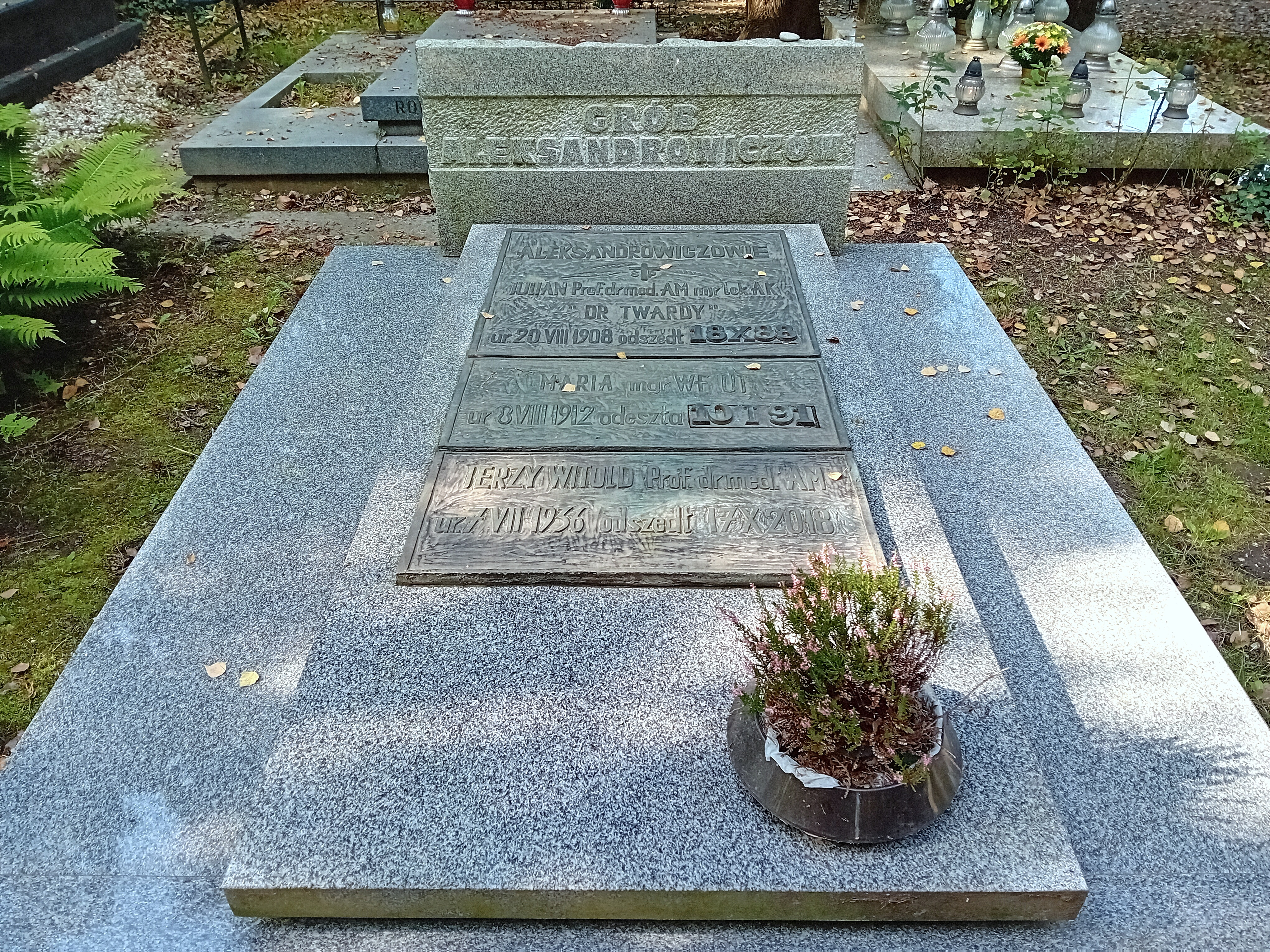
Grobowiec Aleksandrowiczów

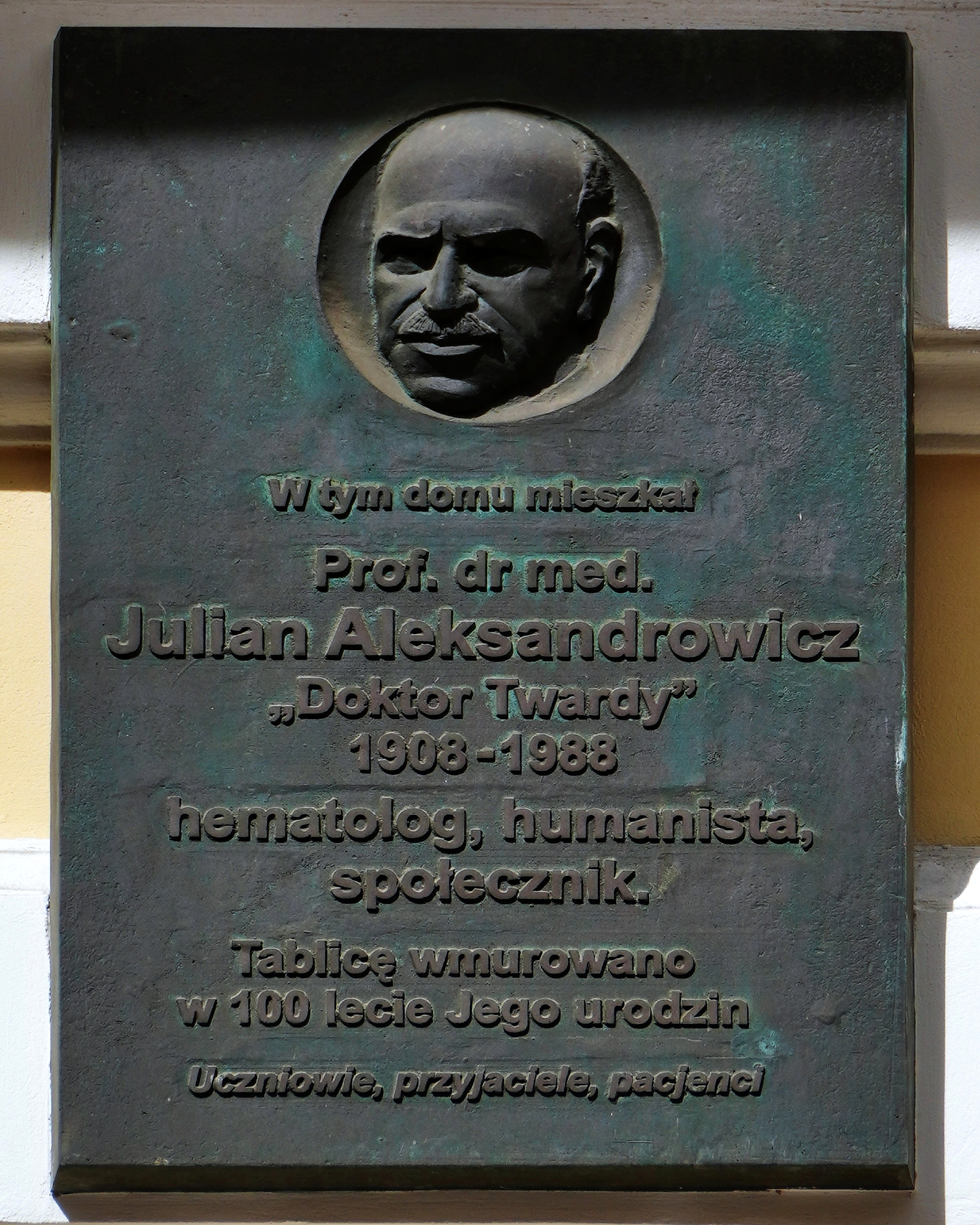
Tablica upamiętniająca prof. Juliana Aleksandrowicza w elewacji kamienicy przy ulicy Marii Skłodowskiej-Curie 4 w Krakowie

Pochodził z żydowskiej rodziny Józefa (kupca) i Zofii ze Schneidów. Ukończył w 1926 VI Gimnazjum im. T. Kościuszki, w 1933 studia na Wydziale Lekarskim Uniwersytetu Jagiellońskiego. W 1934 ukończył również Studium Wychowania Fizycznego UJ i obronił pracę doktorską dotyczącą badań szpiku kostnego. W latach 1933–1939 był wolontariuszem i asystentem w Szpitalu św. Łazarza w Krakowie, w I Oddziale u prof. Tadeusza Tempki. W 1937 opracował przyrząd do pobierania i konserwowania krwi.
Zmobilizowany jako ppor. lekarz i przydzielony do 72 pułku piechoty walczył w kampanii wrześniowej. Po ucieczce z obozu jenieckiego, w styczniu 1940 wrócił do Krakowa. Był więziony w getcie krakowskim, z którego uciekł i został aktywnym członkiem Armii Krajowej, odznaczony później orderem Virtuti Militari i innymi medalami. W ucieczce z getta pomógł mu dr Jan Gołąb, a także dr Ludwik Żurowski, który znalazł mu schronienie z najbliższą rodziną w mieszkaniu profesora Andrzeja Stopki.
W 1945 założył w Krakowie ośrodek leczniczy dla powracających z obozów, w 1947 habilitował się na Wydziale Lekarskim UJ. W latach 1947–1949 był lekarzem uzdrowiskowym w Kudowie-Zdroju. W 1951 otrzymał tytuł naukowy profesora nadzwyczajnego, w 1956 tytuł profesora zwyczajnego. Wieloletni kierownik Kliniki Hematologicznej Akademii Medycznej w Krakowie. W swoim mieszkaniu przy ul. Marii Curie-Skłodowskiej prowadził też praktykę prywatną.
Autor wielu książek, m.in.: Nie ma nieuleczalnie chorych, Sumienie ekologiczne, Wszechstronna nadzieja, Kuchnia i medycyna (wspólnie z Ireną Gumowską), Wiedza stwarza nadzieję (1975, tom 278 serii wydawniczej Omega) oraz ostatniej, którą napisał: U progu medycyny jutra (wspólnie z Harrym Dudą). Wspomnienia z okresu okupacji zawarł w wydanej w 1962 roku książce Kartki z dziennika doktora Twardego. Pisał także artykuły medyczne w „Przekroju”. 
Był przyjacielem i lekarzem poetki Haliny Poświatowskiej. Pomógł jej w organizacji wyjazdu na operację serca do Ameryki. Bezinteresownie pomagał jej i wspierał w zmaganiach z chorobą.
Był mężem, Marii (1912–1991), ojcem Jerzego Aleksandrowicza.
Zmarł w Krakowie w 1988, po długich zmaganiach z chorobą nowotworową. Został pochowany na cmentarzu wojskowym przy ul. Prandoty (PAS D-wsch-2).

## Ordery i odznaczenia
- Krzyż Srebrny Orderu Virtuti Militari nr 13019[7]
- Krzyż Komandorski Orderu Odrodzenia Polski
- Odznaka tytułu honorowego „Zasłużony Nauczyciel PRL”
- Odznaka „Honorowy Dawca Krwi – Zasłużony dla Zdrowia Narodu”
- Złota Odznaka „Za Pracę Społeczną dla miasta Krakowa” (1972)[8]

Źródło:

## Nagrody
- Państwowa Nagroda Naukowa III stopnia w dziedzinie nauk lekarskich za pierwsze polskie monograficzne opracowanie zagadnień z zakresu hematologii oraz wkład naukowy do walki z gruźlicą (29 lipca 1950)[9]
- Nagroda im. Księdza Idziego Radziszewskiego za rok 1985 przyznaną przez Towarzystwo Naukowe KUL (1986)[10]
- Nagroda Fundacji Alfreda Jurzykowskiego[2]

## Upamiętnienie
- Został uhonorowany przez miasto Kraków ulicą „Doktora Twardego”.
- Szkoła Podstawowa z Oddziałami Integracyjnymi nr 158 w Krakowie nosi imię: „Profesora Juliana Aleksandrowicza”.
- Polskie Towarzystwo Magnezologiczne (PTMag) im. prof. Juliana Aleksandrowicza z siedzibą w Warszawie[11].
- Pod koniec lat 80. został wybity medal upamiętniający Juliana Aleksandrowicza o treści Nie odbieraj nadziei bliźniemu swemu umieszczonej na rewersie, zaprojektowany przez W. Kota[12].